# Fedor Bogatyrtchouk
Feodor ou Fiodor ou Fedor Bogatyrtchouk est un joueur d'échecs et un radiologue canadien d'origine soviétique (ukrainienne) né le 14 novembre 1892 et mort le 4 septembre 1984, maître international à partir de 1954. Champion d'URSS en 1927, il avait un score positif face à Mikhaïl Botvinnik.

## Biographie et carrière

### Champion d'URSS
Fedor Bogartyrtchouk remporta le championnat de Kiev en 1910 devant Bogoljubov. Il participa à six championnats d'URSS : en 1923, 1924, 1927, 1931, 1933 et 1934. En 1927, à Moscou, il termina premier ex æquo avec Piotr Romanovski. 
En 1925, il termina onzième du tournoi de Moscou. Lors du tournoi de Moscou de 1935, il battit le vainqueur du tournoi  et futur champion du monde, Mikhaïl Botvinnik. En 1937, il remporta le championnat d'Ukraine. 
Lorsque l'Ukraine fut envahie par l'armée allemande, en 1941, Bogatyrtchouk était mobilisé. Il fut arrêté par les Allemands.

### Activités pendant la seconde guerre mondiale
Pendant la seconde guerre mondiale, il travailla pour la Croix-Rouge ukrainienne. En 1944, fuyant l'avancée des troupes soviétiques, il émigra à Cracovie, puis à Prague où il disputa plusieurs compétitions d'échecs. En février 1944, il termina deuxième du tournoi de Radom, remporté par Efim Bogoljubov. Il rejoignit l'armée de libération russe en 1944-1945 et fut un des dirigeants du conseil national ukrainien, un mouvement soutenu par les nazis. En conséquence, il fut rayé des listes soviétiques des champions d'URSS. À la fin de la guerre, Bogatyrtchouk arriva à Berlin, Potsdam puis à Bayreuth avec sa famille. Pendant un temps, il vécut à Munich où il disputa des tournois sous le nom de Bogenko pour ne pas être renvoyé en URSS. En 1946, il remporta le mémorial Klaus Junge à Ratisbonne. 

### Installation au Canada
En 1948, il émigra au Canada et fut naturalisé en 1949. Il s'installa à Ottawa où il exerça comme professeur de radiologie. 
Bogatyrtchouk disputa trois championnats du Canada. Il finit deuxième en 1949 derrière Maurice Fox ; troisième-quatrième en 1951 et troisième-cinquième en 1955.
En 1954, Bogatyrtchouk représenta le Canada lors de l'olympiade d'échecs de 1954 à Amsterdam. Au quatrième échiquier de l'équipe canadienne, il marqua 8,5 points sur 12 (+7 -5 =3). La même année, la Fédération internationale des échecs lui décerna le titre de maître international. Les soviétiques s'opposèrent au titre de grand maître. Dans les années 1960, il se consacra au jeu d'échecs par correspondance et reçut le titre de maître international ICCF.